# Singt das Lied der Lieder (Liederbuch)
Singt das Lied der Lieder ist der Titel einer Liederbuchreihe, die einen maßgeblichen Anteil am Gesangsmaterial der Jugendchorbewegung darstellte.

## Geschichte
Der erste Band des Jugendliederbuches wurde 1983 von Klaus Heizmann herausgegeben und erschien als Chorbuch sowie Partiturausgabe im Hänssler-Verlag. Von seiner konzeptionellen Idee für den unmittelbaren Gebrauch in der kirchlichen Musizierpraxis bestimmt, erschien parallel eine Demo-Kassettenbox mit 3 MCs. Das Liederbuch beinhaltete neben dem gleichnamigen Titellied von Manfred Siebald, vor allem weitere Neue Geistliche Lieder von Liedermachern wie Peter Strauch, Gerhard Schnitter, Jörg Swoboda, Hella Heizmann, Bertold Engel, Martin Mast, Ingemar Olsson und anderen. Der Nachfolgeband erschien vier Jahre später 1987 und wurde ebenfalls von Heizmann herausgegeben. Auch für den zweiten Band veröffentlichte er zwei entsprechende Demo-Kassetten mit seinem Studiochor Musischen Bildungszentrums St. Goar sowie den damals frisch für die christliche Musikszene von ihm entdeckten Solisten Cae und Eddie Gauntt. 1991 erschien der dritte Band herausgegeben von Johannes Nitsch und Peter Sandwall; auch eine Demo-CD mit Playbacks wurde veröffentlicht. Der vierte und letzte Band erschien 1996 und wurde von Gerhard Schnitter herausgegeben. Begleitend zum vierten Band erschienen 1998 zwei voll ausproduzierte Musikalben unter dem Titel Let The Praise Begin mit Titeln des Liederbuches, interpretiert von Chören wie Die Brückenbauer, ERF Studiochor, Kennzeichen C, Time To Sing, Christians At Work und Die Wasserträger.

## Bände
| Jahr | Band | Herausgeber                    | ISBN               | ISBN               | Verlag          |
| Jahr | Band | Herausgeber                    | Chorbuch           | Partiturbuch       | Verlag          |
| ---- | ---- | ------------------------------ | ------------------ | ------------------ | --------------- |
| 1983 | 1    | Klaus Heizmann                 | ISBN 3-7751-0857-2 | ISBN 3-7751-0856-4 | Hänssler-Verlag |
| 1987 | 2    | Klaus Heizmann                 | ISBN 3-7751-1163-8 | ISBN 3-7751-1162-X | Hänssler-Verlag |
| 1991 | 3    | Johannes Nitsch Peter Sandwall | ISBN 3-7751-1496-3 | ISBN 3-7751-1495-5 | Hänssler-Verlag |
| 1996 | 4    | Gerhard Schnitter              | ISBN 3-7751-2557-4 | ISBN 3-7751-2556-6 | Hänssler-Verlag |

## Demos und Alben
| Jahr | Titel                                                | Band | Ausgabe  | Ausgabe | Ausgabe  | Label          |
| Jahr | Titel                                                | Band | Demo     | Album   | Playback | Label          |
| Jahr | Titel                                                | Band | Nummer   | Nummer  | Nummer   | Label          |
| ---- | ---------------------------------------------------- | ---- | -------- | ------- | -------- | -------------- |
| 1986 | Singt das Lied der Lieder                            | 1    | 3-MC-Box |         |          | Hänssler Music |
| 1986 | Singt das Lied der Lieder                            | 1    | 96.051   |         |          | Hänssler Music |
| 1987 | Singt das Lied der Lieder – Demo-Cassetten zu Band 2 | 2    | 2-MC-Box |         |          | Hänssler Music |
| 1987 | Singt das Lied der Lieder – Demo-Cassetten zu Band 2 | 2    | 96.107   |         |          | Hänssler Music |
| 1991 | Singt das Lied der Lieder – Demo-CD zu Band 3        | 3    | CD       |         |          | Hänssler Music |
| 1991 | Singt das Lied der Lieder – Demo-CD zu Band 3        | 3    | 99.396   |         |          | Hänssler Music |
| 1998 | Let The Praise Begin                                 | 4    |          | CD      | CD       | Hänssler Music |
| 1998 | Let The Praise Begin                                 | 4    | 99.794   | 99.694  |          | Hänssler Music |
| 1998 | Let The Praise Begin 2                               | 4    |          | CD      | CD       | Hänssler Music |
| 1998 | Let The Praise Begin 2                               | 4    | 99.814   | 99.614  |          | Hänssler Music |